# Jean Nohain
Jean Nohain (16 de febrero de 1900 - 25 de enero de 1981) fue un abogado, presentador televisivo, letrista y escritor de nacionalidad francesa. Tomó el alias en honor de su padre, que había tomado su apodo literario como homenaje al río Nohain, que transcurre por Donzy. 

## Biografía
Nacido en París, fue también conocido por el apodo Jaboune, siendo su verdadero nombre Jean-Marie Legrand. Sus padres eran el escritor y libretista Franc-Nohain y Marie-Madeleine Dauphin, y su hermano fue el actor Claude Dauphin. Tuvo como padrino a Alfred Jarry.
En 1918, a los 18 años de edad, y con la autorización paterna, entró en el ejército formando parte de un regimiento de artillería en el centro de instrucción de Saint-Julien-du-Sault. Durante el entrenamiento un cabo preguntó al pelotón «¿cuánto tarda en enfriarse el cañón?». La respuesta «un cierto tiempo» se convirtió en un célebre sketch, que fue tomado por Fernand Raynaud.
Durante la Segunda Guerra Mundial fue condecorado con la Orden de la Francisca, la cual concedía la Francia de Vichy. Pero él se unió a la Francia Libre en Londres, y combatió formando parte de la Segunda División Blindada. Durante la guerra, Nohain recibió un balazo que le paralizó la cara para el resto de su vida. Era por ello que en los programas televisivos él siempre se esforzaba en presentar «su mejor perfil ».  
Hoy en día es sobre todo conocido por ser letrista de Mireille Hartuch, pero a lo largo de su vida hubo otros hechos que le dieron fama:
- Con el apodo Jaboune organizó antes de la guerra emisiones radiofónicas para la juventud.
- También intervino en el show «Reina por un día», que permitía que una francesa elegida al azar, a cambio de sus impresiones, viviera como una reina durante un día.
- Tras la guerra organizó una emisión de variedades televisivas consideradas como de una gran calidad, 36 chandelles.[4] Fue este programa el que dio a conocer al gran público a Fernand Raynaud, que era un invitado habitual, al tiempo que al ventrílocuo Jacques Courtois y a Robert Hirsch.

Nohain presentó emisiones infantiles en Radio-Luxembourg hacia el final de los años cincuenta, y en las décadas de 1960 y 1970 en la televisión en colaboración con Gabrielle Sainderichin, el ventrílocuo Jacques Courtois con Omer, Gilbert Richard y Jacqueline Duforest.
Jean Nohain también escribió libros infantiles como Friquet pilote de ligne o las series de Frimousset, Grassouillet y La Famille Amulette, todas ilustradas por Joseph Pinchon, el autor de Bécassine.
Jean Nohain falleció en París en 1981. Tenía 81 años de edad. Fue enterrado en el Cementerio del Père-Lachaise.
Su hijo, Dominique Nohain, actuó en alguno de sus espectáculos, pero acabó dedicándose a una carrera como autor dramático (Le Troisième Témoin). Estuvo casado con Paulette Muraire, hija de Raimu, y con la actriz Noëlle Norman.

## Premio Jean Nohain
En 2004 se creó el premio literario Jean Nohain, galardonando a:
- 2006 -  Catherine Ceylac, Secrets de plateau : 10 Ans de Thé ou Café sur France 2, Le Cherche-midi. ISBN 978-2749105499
- 2005 -  Zappy Max, L'âge d'or de la radio, Le Rocher. ISBN 978-2268052076
- 2004 -  Charles Aznavour, Le temps des avants, Flammarion. ISBN 978-2080685360

## Producción literaria
- La main chaude; Jean Nohain; Paris : Julliard, 1980. OCLC 6609414
- Les Châteaux de sable; Jean Nohain;  Arlette Albane; Paris : P. Horay, 1977. OCLC 3531268
- Bien de chez nous! : mot à mot de A à Z; Jean Nohain; Paris : Éditions de Provence, 1976. OCLC 2492660
- Gaffes et gaffeurs; bévues, bourdes, cuirs, impairs, maladresses, pataquès, pieds dans le plat, quiproquos.; Jean Nohain; Paris, P. Horay 1972. OCLC 709629
- Frégoli, 1867-1936, sa vie et ses secrets; Jean Nohain;  François Caradec; Paris, la Jeune Parque, 1968. OCLC 3914379
- Le Pétomane, 1857-1945, sa vie, son œuvre; Jean Nohain;  François Caradec; Paris, J.J. Pauvert, 1967. OCLC 2062283
- La traversée du XXe siècle.; Jean Nohain; Paris: Hachette 1966, OCLC 19006849
- Histoire du rire à travers le monde.; Jean Nohain; Paris: Hachette 1965. OCLC 1489503
- Plume au vent comédie musicale en 6 tableaux; Jean Nohain; Paris : Paris-Théâtre, 1948. OCLC 65775850
- Le bal des pompiers.; Jean Nohain; Paris, Édition du livre français 1946. OCLC 30724122
- Jean Donguès " Gosses de Paris " (prefacio de Jean Nohain), Jeheber, Paris, 1956
- Nos amies les bêtes; Andre Kertesz;  Jean Nohain; Paris : Librarie Plon, 1936. OCLC 18151457
- Demain je dors  ;  jean Nohain/mireille

## Teatro
Como autor
- 1938 : Cavalier seul de Jean Nohain y André Gillois, Théâtre du Gymnase Marie Bell
- 1946 : Le Bal des pompiers, puesta en escena de Pierre-Louis, Théâtre Verlaine, Théâtre des Célestins
- Paméla, opereta de Jean Nohain y Claude Pingault
- 1949 : Plume au vent, comedia musical de Jean Nohain y Claude Pingault, puesta en escena Jean Wall, Théâtre des Célestins

Como comediante
- 1939 : Baignoire "B" de Maurice Diamant-Berger, puesta en escena de Jean Wall, Théâtre Marigny